# Jonathan Coeffic
Jonathan Coeffic, född den 1 juni 1981 i Villeurbanne i Frankrike, är en fransk roddare.
Han tog OS-brons i scullerfyra i samband med de olympiska roddtävlingarna 2008 i Peking.